# Distretto di Gwadar
Il distretto di Gwadar è un distretto del Belucistan, in Pakistan, che ha come capoluogo Gwadar. Nel 1998 possedeva una popolazione di 185.498 abitanti.